# Magyarország vármegyéi és városai
A Magyarország vármegyéi és városai, alcímén Magyarország monografiája – A magyar korona országai történetének, földrajzi, képzőművészeti, néprajzi, hadügyi és természeti viszonyainak, közművelődési és közgazdasági állapotának encziklopédiája egy 20. század eleji, nagy terjedelmű, magyar nyelvű, huszonöt kötetes történettudományi–földrajzi enciklopédia.

## Jellemzői
Az 1896 és 1914 között az Országos Monográfia Társaság jóvoltából megjelent, Borovszky Samu által szerkesztett, összességében több ezer oldal terjedelmű mű egy történettudományi–földrajzi a Magyar Királyság akkori vármegyéiről és településeiről. A nagy alakú, egyenként is több száz oldalas kötetek borítója a velük szinte egy időben megjelent A Pallas nagy lexikonához hasonlóan díszes kialakítású, mindkettő Gottermayer Nándor könyvkötő műhelyében készült. Reprint kiadásban először – egyszerűbb formában – az 1990-es években a Dovin Művészeti Kft., majd a 2010-es években a Históriaantik Könyvesház, és harmadikként – abszolút korhű kivitelre törekedve – ugyanebben az időben a Pytheas Könyvkiadó jelentette meg.
A művet elektronikusan a Magyar Elektronikus Könyvtár és az Arcanum Kft. tette elérhetővé:  és .

## Kötetbeosztás
Az egyes kötetek a következők voltak:
| Kötetcím                                                                                         | Kiadási év   |
| ------------------------------------------------------------------------------------------------ | ------------ |
| Abaúj-Torna vármegye és Kassa                                                                    | 1896         |
| Bács-Bodrog vármegye I.                                                                          | 1909         |
| Bács-Bodrog vármegye II.                                                                         | 1909         |
| Bars vármegye                                                                                    | 1903         |
| Bihar vármegye és Nagyvárad                                                                      | 1904         |
| Esztergom vármegye                                                                               | 1910         |
| Fiume és a magyar-horvát tengerpart                                                              | 1900         |
| Gömör-Kishont vármegye                                                                           | 1903         |
| Győr vármegye                                                                                    | 1910         |
| Heves vármegye                                                                                   | 1910         |
| Hont vármegye                                                                                    | 1906         |
| Komárom vármegye és Komárom sz. kir. város                                                       | 1907         |
| Nógrád vármegye                                                                                  | 1911         |
| Nyitra vármegye                                                                                  | 1900         |
| Pest-Pilis-Solt-Kiskún vármegye I.                                                               | 1910         |
| Pest-Pilis-Solt-Kiskún vármegye II.                                                              | 1910         |
| Pozsony vármegye, Pozsony sz. kir. város, Nagyszombat, Bazin, Modor és Szentgyörgy r. t. városok | 1904         |
| Somogy vármegye                                                                                  | 1914         |
| Szabolcs vármegye                                                                                | 1900         |
| Szatmár vármegye                                                                                 | 1908         |
| Szatmár-Németi sz. kir. város                                                                    | 1908         |
| Temes vármegye és Temesvár                                                                       | 1910-es évek |
| Torontál vármegye                                                                                | 1911         |
| Vas vármegye                                                                                     | 1898         |
| Zemplén vármegye és Sátoraljaújhely r. t. város                                                  | 1900-as évek |

## Filmfelvétel
- Hogyan készül a Magyarország vármegyéi és városai monográfia fakszimile kiadása?